# Mazinkaiser
Mazinkaiser (マジンカイザー, Majinkaizā) est un OAV en sept épisodes produit en 2001 suivi fin 2002 de  Mazinkaiser vs the Great Darkness General, sous forme d'hommage aux séries  Mazinger Z et Great Mazinger (le générique comporte également un clin d'œil à Goldorak). Mazinkaiser est un robot géant apparu dans le jeu vidéo Super Robot Wars F, produit en 1997 par Banpresto d'après l'univers des mecha de Go Nagai. Le dessin animé reprend le design et le nom du robot dans ce qui est à la fois un remake et une synthèse de la série Mazinger Z. Une partie des personnages de l'anime originel Mazinger Z (ainsi que de Great Mazinger) sont repris dans le récit.

## L'histoire
Koji (Alcor dans Goldorak), pilote de Mazinger Z et Tetsuya, pilote de Great Mazinger, sont les principales armes du Japon pour lutter contre les invasions de monstres mécaniques mis au point par le Docteur Hell, un mégalomane acharné à la conquête du monde. Mazinger Z est volé par traîtrise et Great Mazinger semble dépassé : mais Koji découvre un message posthume de son grand-père, qui lui permet de découvrir un nouveau robot, plus puissant que tous les autres, Mazinkaiser. Koji réussit à grand-peine à prendre les commandes de ce robot à la puissance infinie et parvient à vaincre les armées du Docteur Hell.
Partiellement adapté du manga originel de Go Nagai, Mazinkaiser se distingue de Mazinger Z par une violence plus prononcée et un humour s'adressant plutôt à un public d'adultes et adolescents.
Le grand succès de l'OAV au Japon lui a valu une suite, Mazinkaiser vs the Great Darkness General (2002), OAV en un épisode de 56 minutes qui voit Mazinkaiser affronter l'empire souterrain de Mykene : ce moyen-métrage était une synthèse de la série Great Mazinger.

## Adaptation manga
- Kōichi Maruyama (丸山 功一, Maruyama Kōichi?) et Tatsuhiko Dan (団 龍彦, Dan Tatsuhiko?), Mazinkaiser, Futabasha, 2001
- Go Nagai, Mazinkaiser shin majin densetsu (マジンカイザー新魔神伝説?), Kōdansha, 2001

One-shot de 40 pages.
- Naoto Tsushima (津島 直人, Tsushima Naoto?), Mazinkaiser, Futabasha, 2002